# Ciraquz
Ciraquz (armeniska: Chrakus, Ճրակուս, ryska: Чиракуз, armeniska: Jrakus, Ձրակուս) är en ort i Azerbajdzjan.   Den ligger i distriktet Xocavənd Rayonu, i den södra delen av landet, 260 km väster om huvudstaden Baku. Ciraquz ligger 748 meter över havet och antalet invånare är 233.
Terrängen runt Ciraquz är huvudsakligen kuperad, men åt nordost är den platt. Närmaste större samhälle är Fizuli, 11,4 km öster om Ciraquz. 
Trakten runt Ciraquz består till största delen av jordbruksmark. Runt Ciraquz är det ganska glesbefolkat, med 25 invånare per kvadratkilometer.